# Hydroptila daun
Hydroptila daun är en nattsländeart som beskrevs av Wells och Huisman 1992. Hydroptila daun ingår i släktet Hydroptila och familjen smånattsländor. Inga underarter finns listade i Catalogue of Life.